# Bassevelle
Bassevelle ist eine französische Gemeinde mit 385 Einwohnern (Stand: 1. Januar 2022) im Département Seine-et-Marne in der Region Île-de-France. Sie gehört zum Arrondissement Meaux und zum Kanton La Ferté-sous-Jouarre.
Die Einwohner werden Bassevellois genannt.

## Geographie
Bassevelle liegt im Tal der Marne an der Grenze zum Département Aisne.

### Nachbargemeinden
Umgeben ist Bassevelle von den Gemeinden Pavant im Norden, Nogent-l’Artaud im Osten und Nordosten, Hondevilliers im Südosten, Sablonnières und Boitron im Süden, Orly-sur-Morin im Südwesten sowie Bussières im Westen.

## Bevölkerungsentwicklung
| Jahr      | 1962 | 1968 | 1975 | 1982 | 1990 | 1999 | 2006 | 2012 |
| Einwohner | 363  | 333  | 235  | 235  | 333  | 354  | 352  | 345  |

## Sehenswürdigkeiten
- Kirche Sainte-Croix, seit 1987 Monument historique
- Aeronautischer Leuchtturm aus dem Jahre 1929, Leuchtfeuer zur Orientierung von Flugzeugen

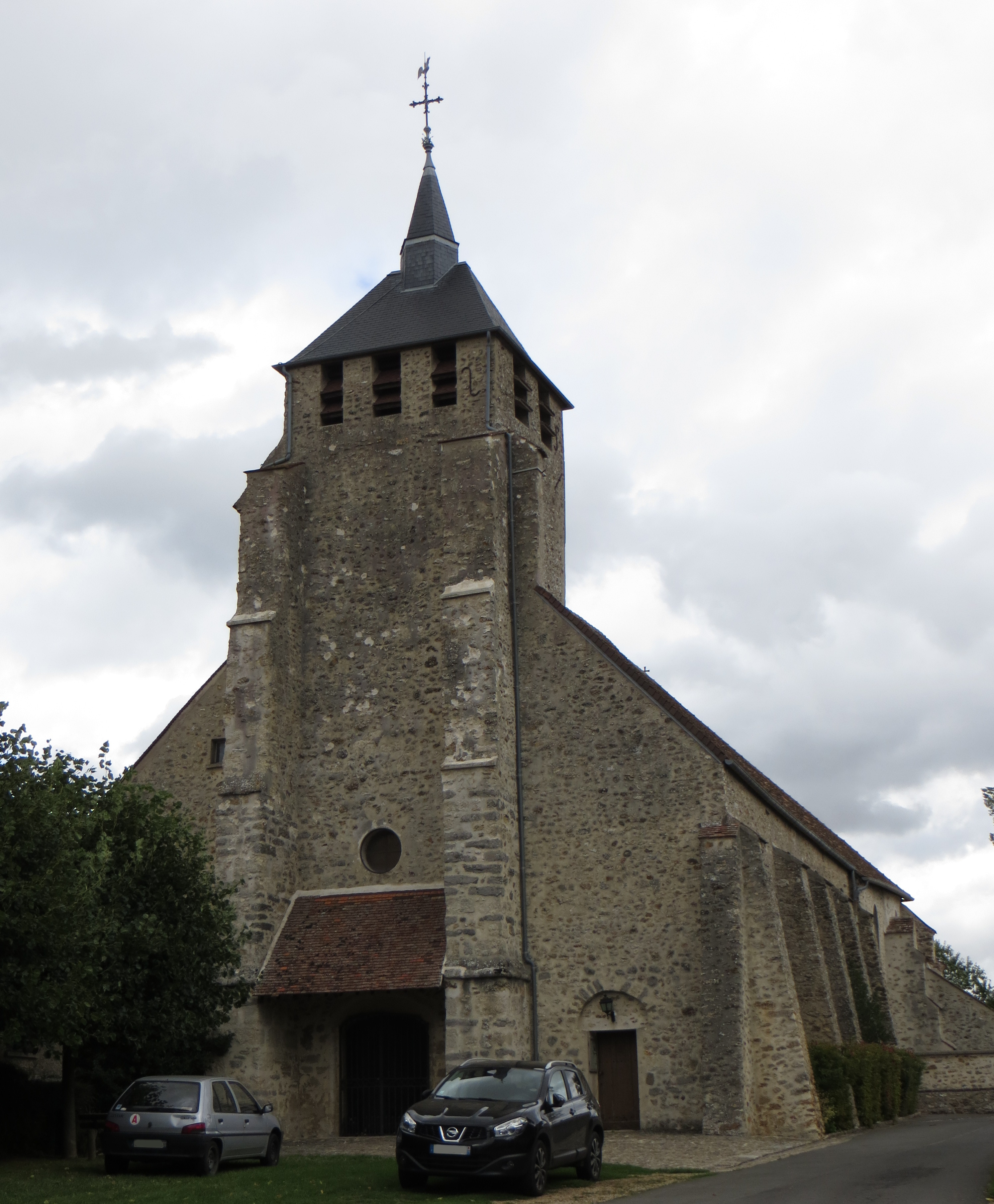
Kirche Sainte-Croix